# Kristian Gullichsen
Kristian Valter Alexander Gullichsen (né le 29 septembre 1932 à Helsinki, mort le 17 mars 2021 à Helsinki) est un architecte finlandais. 

## Biographie
En 1960, il est diplômé de l'Université technologique d'Helsinki et travaille pour son propre cabinet d'architecte de 1961 à 1973. Kristian Gullichsen conçoit de nombreux bâtiments d’habitation où l'on peut voir l'influence de Mies van der Rohe. Il conçoit aussi des églises et d'autres bâtiments publics.
En 1973, Kristian Gullichsen fonde avec Erkki Kairamo et Timo Vormala, le cabinet d'architecte Gullichsen Vormala Arkkitehdit qui emploie 20 architectes. Le cabinet remporte 26 premiers prix et 9 autres récompenses.
De 1988 à 1993, Kristian Gullichsen est professeur.
Kristian Gullichsen est le fils de Harry Gullichsen et de Maire Gullichsen. 
Ses sœurs sont Lilli Alanen et Johan Gullichsen.
Il est le père d'Alvar Gullichsen.

## Prix et récompenses
- 1996,  Pro Finlandia
- 2004,  Médaille du Prince Eugène.

## Quelques œuvres
- Église de Malmi[3], 1981
- Église de Kauniainen[4], 1983
- Grand magasin Stockmann (extension)[5], 1989
- Ambassade de Finlande à Stockholm[6], 2002
- Centre paroissial de Kauniainen, Helsinki (1985)
- Centre culturel Poleeni, Pieksämäki, (1990)
- Résidence Olympos, Myllytie 6, Kaivopuisto, Helsinki (1995)
- Musée d'art de Pori, 1977-1981, 2000
- Bibliothèque et centre scientifique de l'Université de Lérida, Espagne (2003).
- Maison d'été de Kristian Gullichsen, Hiittinen (1994)

## Galerie

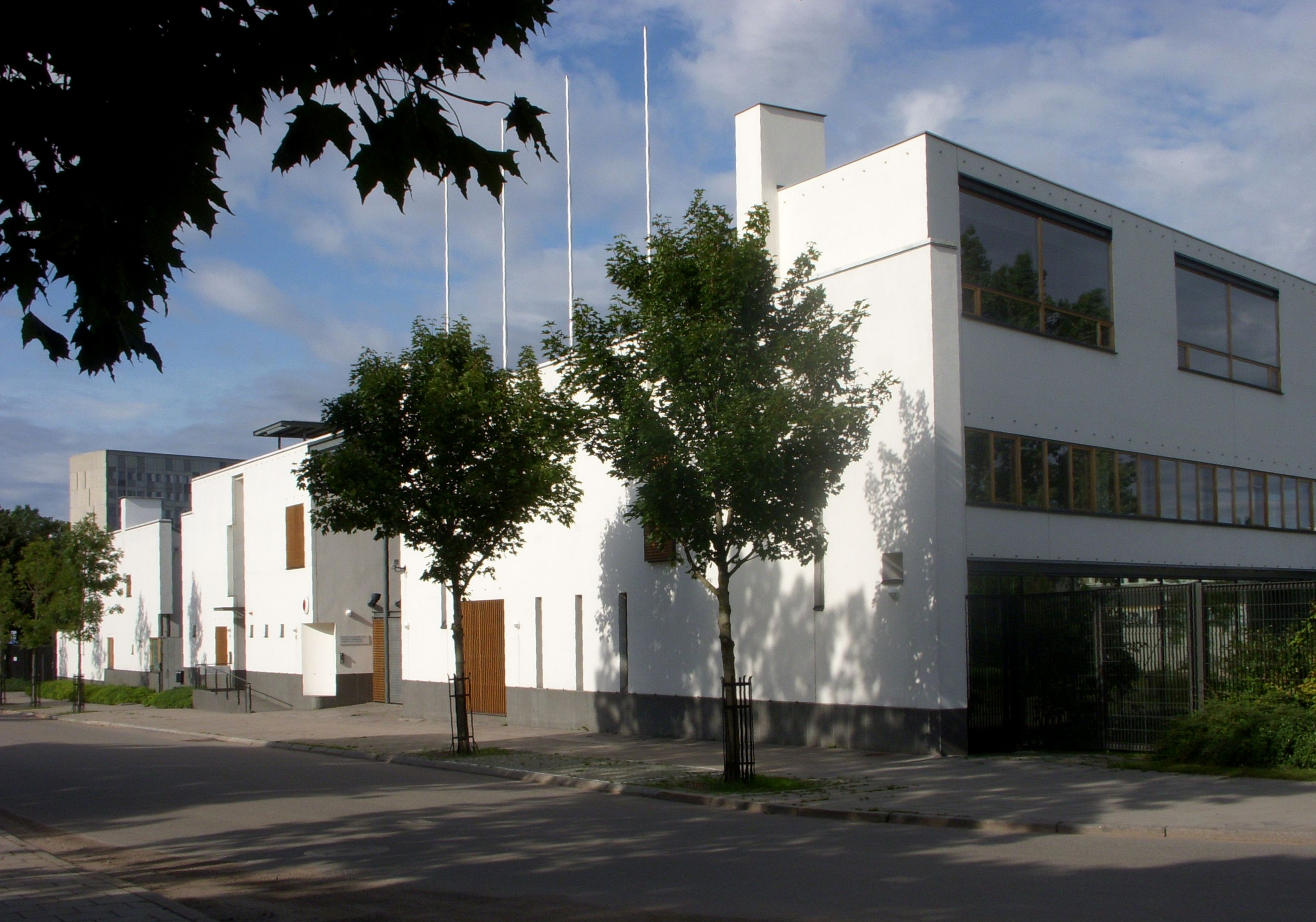
Ambassade de Finlande à Stockholm.
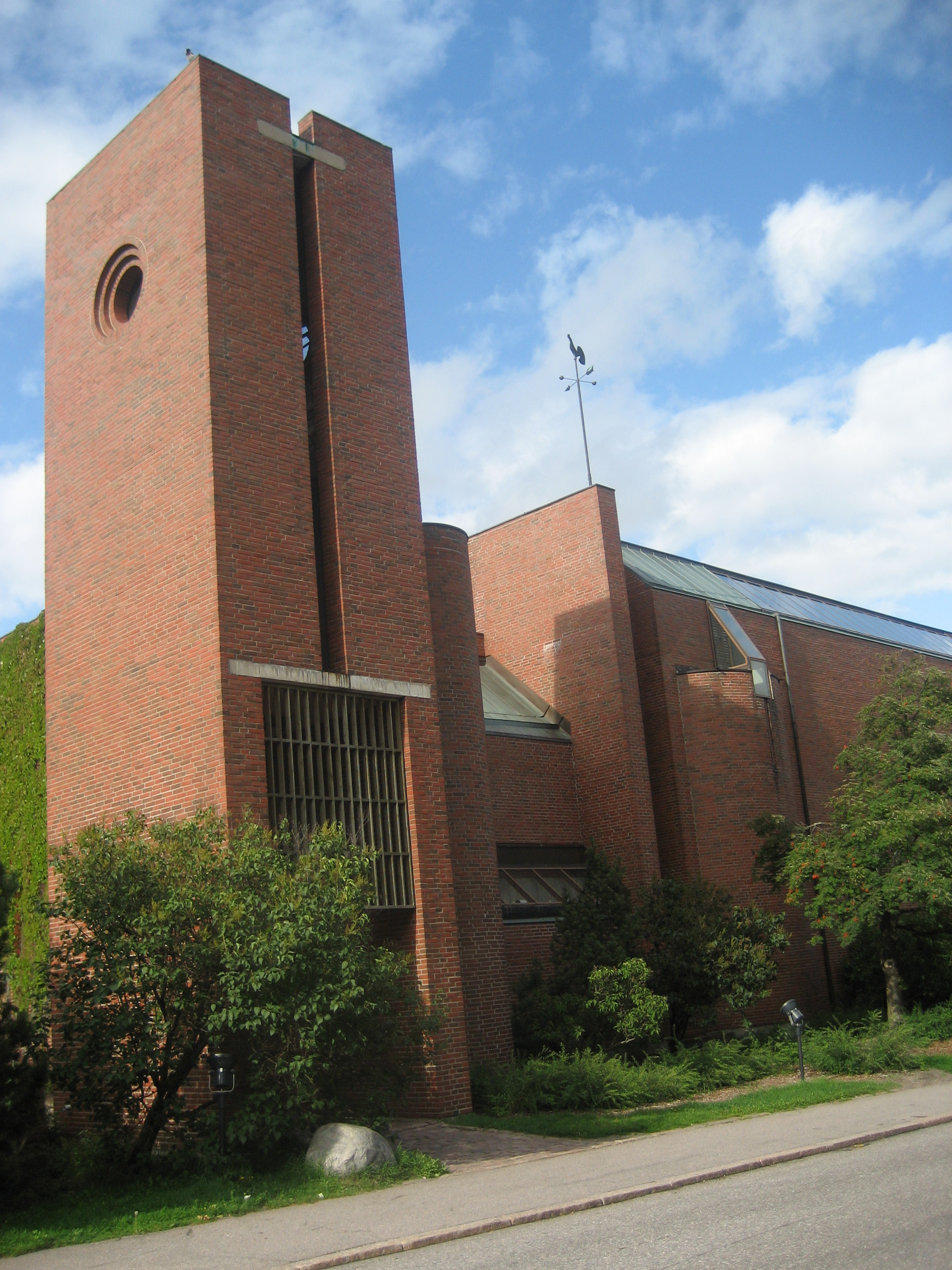
Église de Malmi.
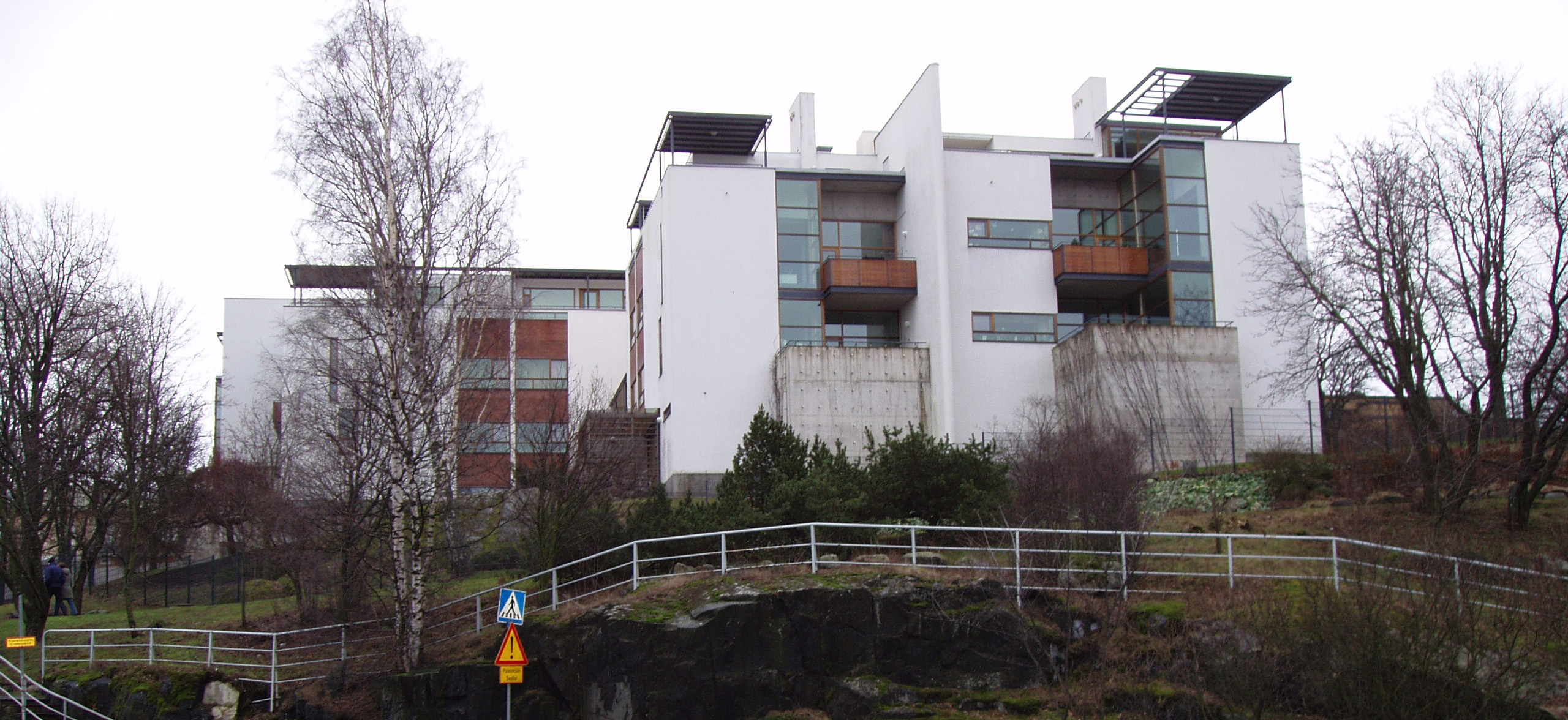
Habitation Olympus, rue Myllytien à Kaivopuisto.
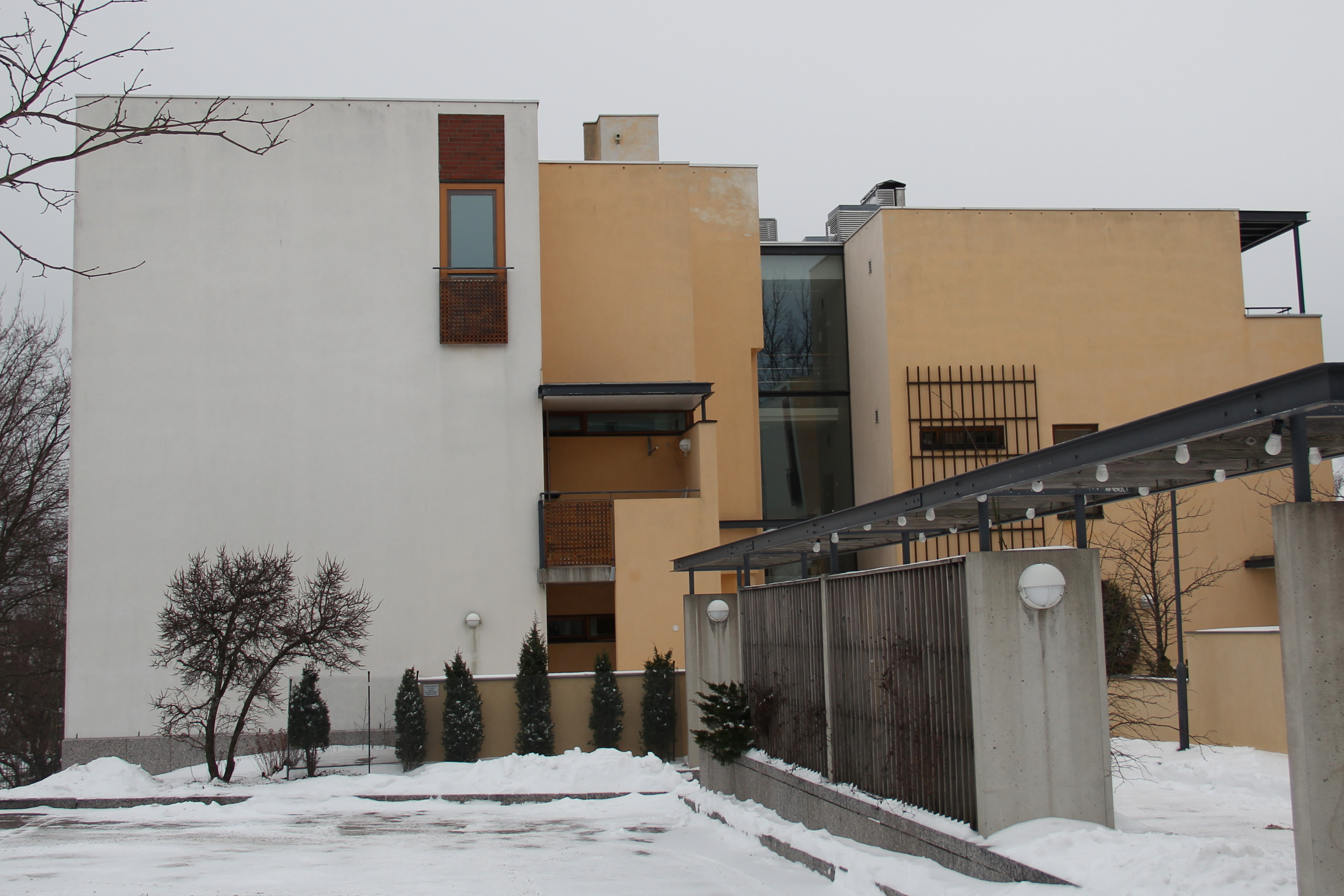
Habitation Olympus, rue Myllytien à Kaivopuisto.
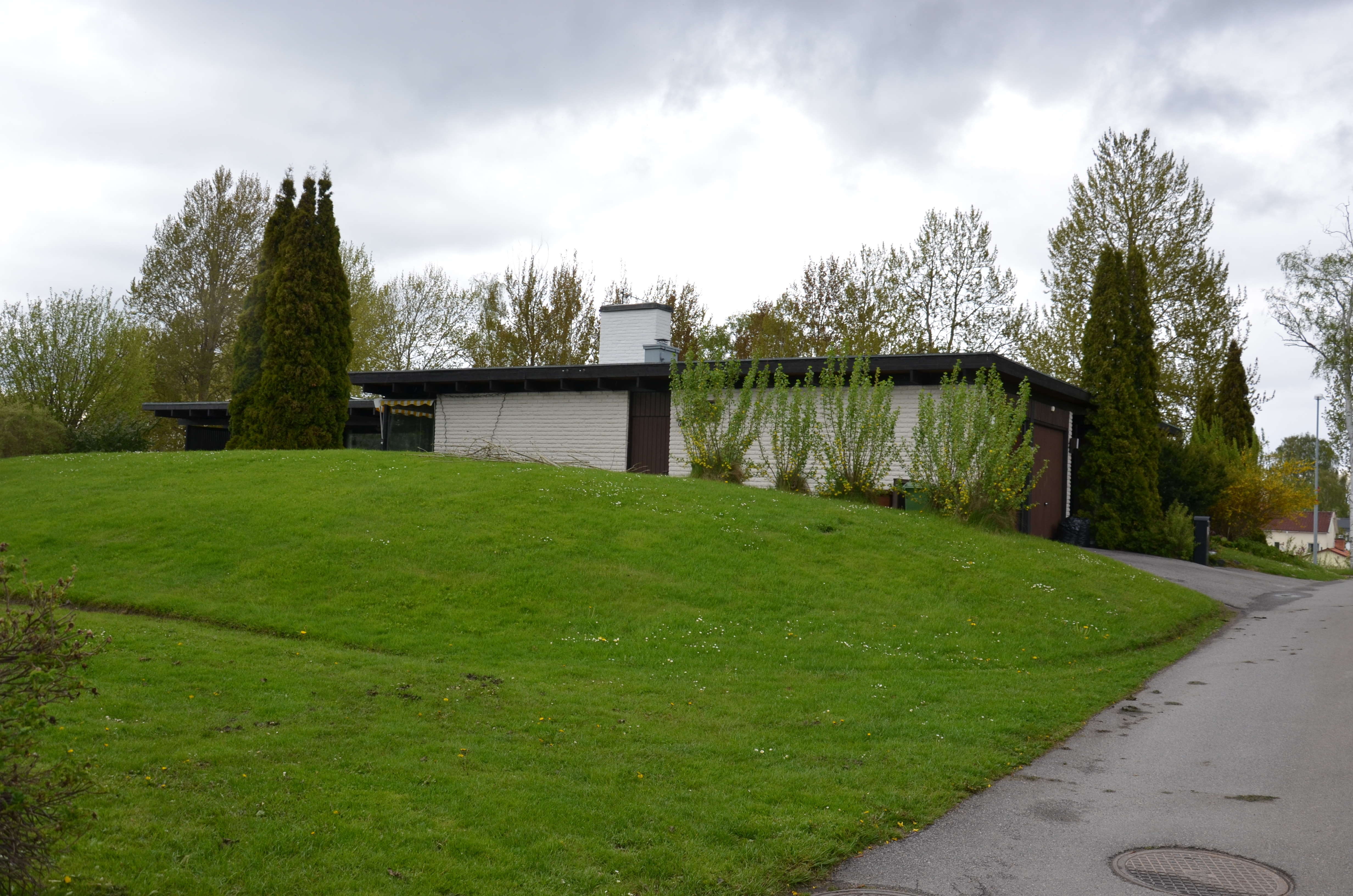
Nordengatan 13 à Norrköping.
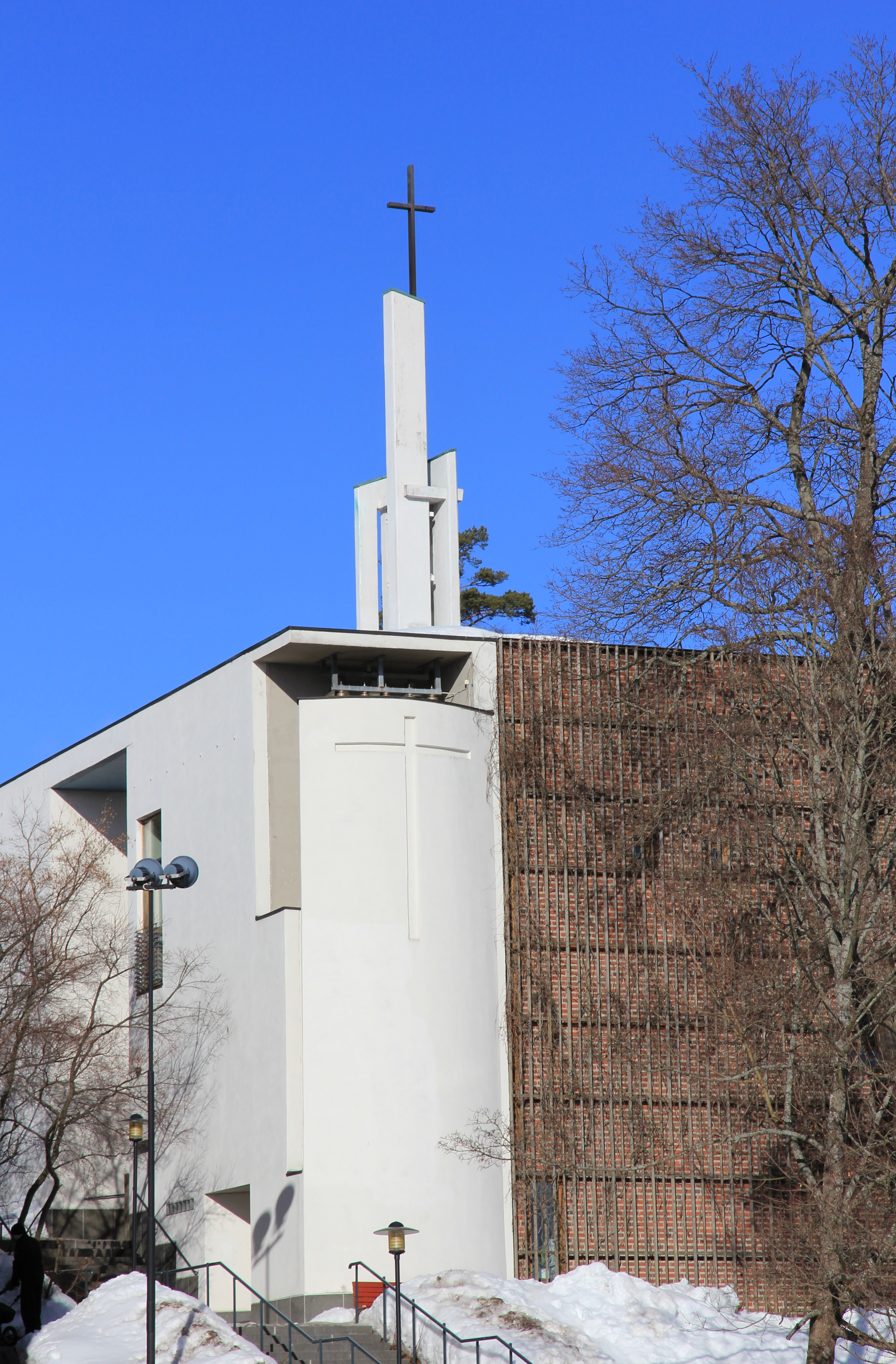
Église de Kauniainen
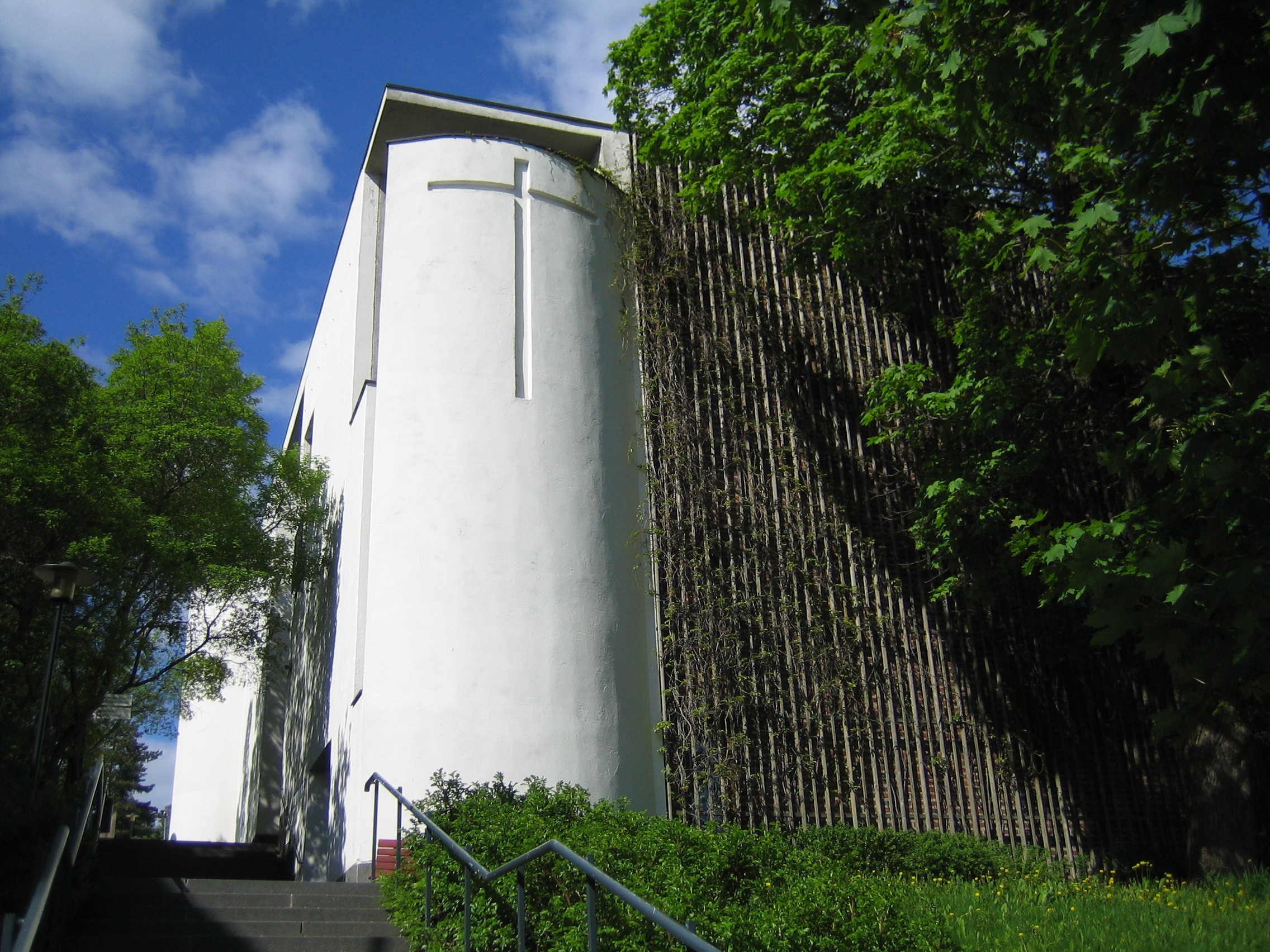
Église de Kauniainen